# 石坂修一
石坂 修一（いしざか しゅういち、1895年（明治28年）9月14日 - 1969年（昭和44年）11月10日）は、日本の裁判官。最高裁判所裁判官。

## 略歴
富山県新川郡東加積村（滑川町を経て現滑川市）出身。富山市長、衆議院議員、参議院議員を務めた石坂豊一の長男。1919年（大正8年）東京帝国大学法学部卒業。同年、司法官試補。1940年に出版法違反事件（河合栄治郎事件）の裁判長として河合栄治郎に第一審無罪判決を下したが、二審で逆転有罪となった。
旧裁判制度下では大審院判事を務め、新制度下では東京高裁判事、仙台、広島、名古屋、大阪高裁長官を歴任。
大阪高裁長官時代に、職員がカバンを持とうとすると「職員には他にする仕事がある」と断った。
広島高裁長官時代に、松川事件で一審有罪の控訴審を受けての仙台高裁の鈴木禎次郎裁判長に、知人として激励書簡を送ったため、裁判官の独立絡みで物議をかもした。
1958年6月に最高裁判事に就任。前述の激励書簡で松川事件については自ら回避の申立てをし、受理された。1965年9月に定年退官。弁護士となった。
1969年11月10日に胆嚢炎のため、東京都渋谷区の日赤中央病院で死去。

## 親族
- 妻 石坂春子（二上兵治長女）[8]
- 長男 石坂誠一[8]（通商産業省工業技術院院長）
- 二男 金岡幸二（インテック社長[9]）